# طوطی پیشانی‌گلی
طوطی پیشانی‌گلی (نام علمی: Pyrrhura roseifrons) که در پرورش پرندگان به عنوان کنور پیشانی‌گلی شناخته می‌شود، گونه‌ای از پرندگان در زیرخانواده طوطی نوگرمسیری از خانواده طوطیان راستین، طوطی‌های آفریقایی و جهان جدید است که در بولیوی، برزیل، اکوادور و پرو یافت می‌شود.

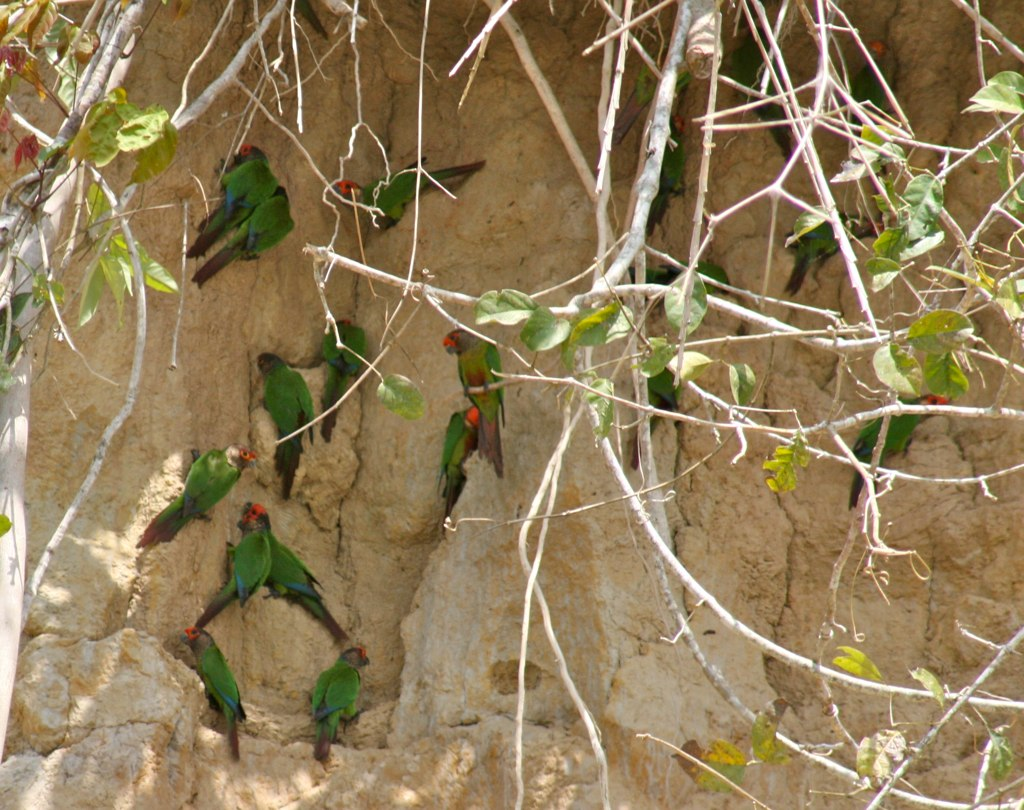
در یک لیسه‌گاه خاک رس